# Восточная квакша
Восточная квакша (лат. Hyla orientalis) — лягушка из рода квакш до 5 см длиной. Ранее рассматривалась как восточная форма обыкновенной квакши.

## Внешний вид
Длина тела 3,5—5,3 см. Верхняя сторона тела травянисто-зелёная или серая в зависимости от субстрата. По бокам тела проходит тёмная полоса. Брюхо белое или желтоватое. В природе известны альбиносы.
В зоне отчуждения Чернобыльской АЭС встречаются преимущественно квакши-меланисты, так как обуславливающий тёмную окраску пигмент меланин защищает их от ионизирующего излучения. Интересно, что встречаемость тёмноокрашенных особей выше в тех районах, где исторический радиационный фон был выше, однако корреляции с современным радиационным фоном не обнаруживается.

## Распространение
Обитает в Турции, северо-восточной Греции, Румынии, восточной Польше, на Украине и юго-западе России, в Закавказье. Изолированная популяция обитает на севере Ирана (Гилян, Мазендеран и Голестан).

## Образ жизни
Населяет хорошо освещённые участки лесов, садов, парков, виноградников, а также берега водоёмов и потоков. При размножении встречается на лугах. Может встречаться в крупных городах (Киев, Львов). Днём сидит на растениях. Вечером и ночью спускается на землю. Питаются преимущественно насекомыми.
Размножается в стоячих водоёмах около древесной растительности. Спаривание происходит в апреле—мае при температуре воздуха +11° C, воды +15° C, почвы +9° C. Иногда начинается на суше по дороге к воде. Крик самца напоминает карканье. Во время спаривания самец захватывает самку в подмышечный амплексус. В течение нескольких часов самка откладывает несколько комков икры. В каждом комке находятся 20—80 икринок диаметром 3—6 мм. Головастики ведут в основном пелагический образ жизни. Метаморфоз происходит со второй половины июня по сентябрь. Половой зрелости квакши достигают после 3—4 лет. Продолжительность жизни 12 лет.